# Тьер (река)
Тьер (фр. Tier, Tiers, Thiers или Thiez) — это река, расположенная во Франции, в департаментах Изер и Савойя в регионе Овернь — Рона — Альпы.

## География
Река Тьер вытекает из озера Эгбелет, пересекает передние савойские земли, а затем вливается справа в реку Гьер. За свои 13,1 км русла Тьер пересекает два департамента: Савойю и Изер.
Тьер протекает по природной зоне с надзором за экологией, флорой и фауной типа I, под № 38100003.

## Притоки
- Большой Ри (фр. Grand Rie)
- Грена[фр.] (фр. Le Grenand)